# 国际联合委员会
国际联合委员会（英語：International Joint Commission）是美国和加拿大通过1909年《英（加）美边界水资源条约》（下文称《条约》）建立的国际组织。委员会作为两政府的独立与客观顾问，旨在预防与解决《条约》下的争端并保护两国在边界水资源领域的共同利益。委员会审核影响双边或多边水资源的项目的准入申请，并可以规制其执行；其帮助两国保护跨国界环境资源，包括《大湖水质协定》的执行和跨国界空气质量的提高；此外，委员会提醒两国政府注意有可能演变为双边争议的边界事务。